# Giba (Sardenha)
Giba é uma comuna italiana da região da Sardenha, província da Sardenha do Sul, com cerca de 2.078 habitantes. Estende-se por uma área de 34 km², tendo uma densidade populacional de 61 hab/km². Faz fronteira com Masainas, Piscinas, San Giovanni Suergiu, Tratalias.

## Demografia
| Variação demográfica do município entre 1861 e 2011                               |
|                                                                                   |
| Fonte: Istituto Nazionale di Statistica (ISTAT) - Elaboração gráfica da Wikipedia |